# Meiners Oaks
Meiners Oaks és una concentració de població designada pel cens dels Estats Units a l'estat de Califòrnia. Segons el cens del 2000 tenia 3.750 habitants.

## Demografia
Segons el cens del 2000, Meiners Oaks tenia 3.750 habitants, 1.288 habitatges, i 941 famílies. La densitat de població era de 1.064,6 habitants/km².
Dels 1.288 habitatges en un 42,2% hi vivien nens de menys de 18 anys, en un 53% hi vivien parelles casades, en un 14,6% dones solteres, i en un 26,9% no eren unitats familiars. En el 21% dels habitatges hi vivien persones soles el 7,7% de les quals corresponia a persones de 65 anys o més que vivien soles. El nombre mitjà de persones vivint en cada habitatge era de 2,9 i el nombre mitjà de persones que vivien en cada família era de 3,32.
Per edats la població es repartia de la següent manera: un 29,9% tenia menys de 18 anys, un 8% entre 18 i 24, un 28,4% entre 25 i 44, un 23,5% de 45 a 60 i un 10,2% 65 anys o més.
L'edat mediana era de 36 anys. Per cada 100 dones de 18 o més anys hi havia 93,7 homes.
La renda mediana per habitatge era de 51.811 $ i la renda mediana per família de 56.778 $. Els homes tenien una renda mediana de 49.083 $ mentre que les dones 28.839 $. La renda per capita de la població era de 23.152 $. Entorn del 8,1% de les famílies i l'11,9% de la població estaven per davall del llindar de pobresa.

## Poblacions més properes
El següent diagrama mostra les poblacions més properes.